# Carmie Olowoyo
Carmie Olowoyo (* 26. Oktober 1978) ist ein ehemaliger australischer Basketballspieler.

## Werdegang
Olowoyos Vater wanderte von Nigeria nach Australien aus. Carmie Olowoyo spielte als Jugendlicher Basketball bei den Stirling Senators in Perth. Der 1,95 Meter große Flügelspieler ging in die Vereinigten Staaten, studierte und spielte am Salt Lake City Community College, für dessen Mannschaft er in der Saison 1999/2000 im Durchschnitt 16,3 Punkte, 5,4 Rebounds und 3,7 Korbvorlagen je Begegnung erzielte. In der Saison 2000/01 spielte er im selben Land an der University of Portland (13 Einsätze: 9,2 Punkte/Spiel).
Er kehrte nach Australien zurück und spielte ab der Saison 2000/01 in der National Basketball League (NBL). Er war von 2000 bis 2003 Mitglied der Perth Wildcats und wurde in dieser Zeit in 41 NBL-Partien eingesetzt. In der Saison 2003/04 verstärkte Olowoyo die DJK Landsberg in Deutschland. Er spielte für die Mannschaft in der 2. Regionalliga und erzielte in 21 Einsätzen im Schnitt 40,8 Punkte, wodurch er mit großem Abstand der beste Korbschütze der Liga war. Mit Landsberg verlor er nur ein Spiel und verhalf der Mannschaft zum Aufstieg in die 1. Regionalliga. In der Saison 2004/05 stand Olowoyo in der NBL bei den West Sydney Razorbacks unter Vertrag. Außerhalb der NBL-Spielzeiten nahm Olowoyo am Wettkampfbetrieb der australischen State Basketball League teil, spielte in dieser Liga für die Stirling Senators sowie die Rockingham Flames.